# Matt Ryan (ator)
Matt Ryan (nascido Matthew Darren Evans; 11 abril de 1981) é um ator britânico de Swansea, País de Gales, mais conhecido como Edward Kenway na Ubisoft video game Assassin's Creed IV: Black Flag e John Constantine na série da NBC Constantine.

## Biografia
Ryan nasceu em Swansea, filho de Steve, um carteiro que virou produtor de discos, e Maria Evans, uma professora de dança. Ele frequentou escolas em Penyrheol antes de passar para Gorseinon College, onde concluiu o curso de Artes Cênicas BTEC. Ele se formou na Bristol Old Vic em 2003 e entrou para a Royal Shakespeare Company em 2004.

## Carreira
Como uma criança, Ryan apareceu como Gavroche na produção do West End de Les Misérables. Ele interpretou Mick Rawson na série da CBS Criminal Minds: Suspect Behavior, um personagem que tinha sido introduzido no episódio de Criminal Minds chamado "The Fight". Ele realizou a de voz e os  movimentos de Edward Kenway em vídeo da Ubisoft Montreal, jogo Assassins Creed IV: Black Flag em fevereiro de 2014, foi anunciado que Ryan foi escalado como John Constantine no piloto da NBC para Constantine ele estrelou em todos os 13 episódios da primeira e. única temporada. Ele reprisou seu papel em um episódio de crossover de Arrow. Em 2015 a produção de Thérèse Raquin no Teatro Roundabout no Studio 54 interpretou Laurent oposto Keira Knightley, Judith Light, e Gabriel Ebert.

## Filmografia

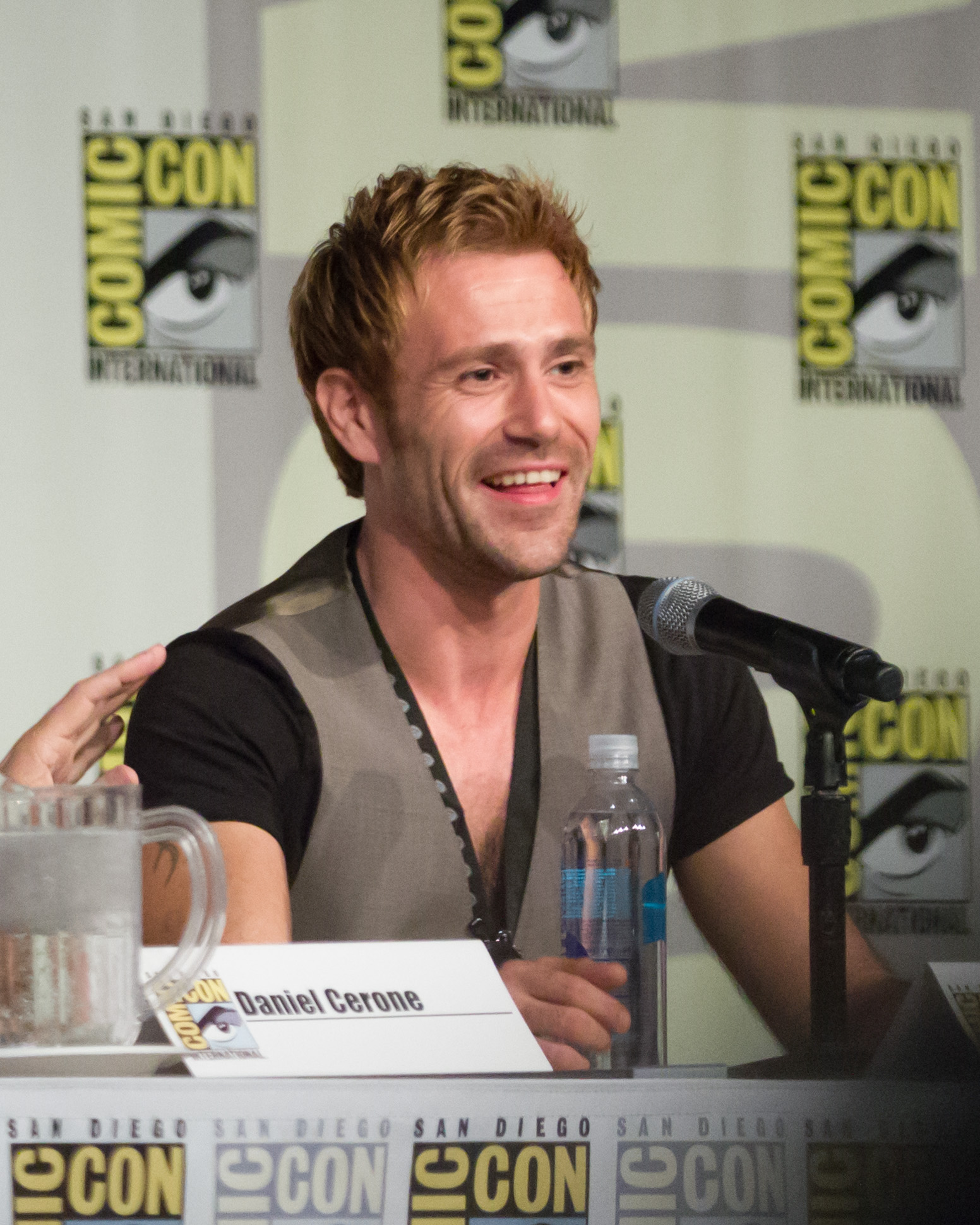
Ryan na San Diego Comic Con em 2014

### Filme
| Ano  | Título                             | Personagem             |
| ---- | ---------------------------------- | ---------------------- |
| 2002 | Pocket Money                       | Johnny                 |
| 2004 | Layer Cake                         | Junkie 2               |
| 2007 | Consenting Adults                  | Charley Bullard        |
| 2007 | Blood Monkey                       | Seth                   |
| 2008 | Miss Pettigrew Lives for a Day     | Gerry                  |
| 2009 | Wild Decembers                     | Bugler                 |
| 2011 | Flypaper                           | Gates                  |
| 2012 | Armistice                          | Edward Sterling        |
| 2013 | 500 Miles North                    | John Hogg              |
| 2017 | Liga da Justiça Sombria            | John Constantine (voz) |
| 2018 | Constantine: City of Demons        | John Constantine (voz) |
| 2020 | Justice League Dark: Apokolips War | John Constantine (voz) |
| 2022 | Constantine - The House Of Mystery | John Constantine (voz) |

### Televisão
| Ani       | Título                           | Personagem       | Notas                                                            |
| --------- | -------------------------------- | ---------------- | ---------------------------------------------------------------- |
| 2001      | Nuts and Bolts                   | Gilly            |                                                                  |
| 2004      | Mine All Mine                    | Tonker           | Temporada 1, episódio 2                                          |
| 2007      | The Tudors                       | Richard Pace     | 2 episódios                                                      |
| 2008      | HolbyBlue                        | Frankie          | Temporada 2, episódio 7                                          |
| 2008      | Torchwood                        | Dale             | "Meat"                                                           |
| 2010      | Criminal Minds                   | Mick Rawson      | Episódio: "The Fight"                                            |
| 2011      | Criminal Minds: Suspect Behavior | Mick Rawson      |                                                                  |
| 2014-2015 | Constantine                      | John Constantine | Papel principal; 13 episódios                                    |
| 2015      | Arrow                            | John Constantine | Papel de convidado; 1 episódio                                   |
| 2017      | The Halcyon                      | Joe O'Hara       | Series regular, 8 episodes                                       |
| 2019-2020 | Legends of Tomorrow              | John Constantine | Recorrente (Regular na 4a Temporada), Protagonista (5a Temporada |

### Video games
| Ano  | Título                          | Função        | Notas                       |
| ---- | ------------------------------- | ------------- | --------------------------- |
| 2013 | Assassin's Creed IV: Black Flag | Edward Kenway | Voz e captura de movimentos |

## Ligações Externas
- Matt Ryan. no IMDb.